# Стаити
Стаи́ти (итал. Staiti) — коммуна в Италии, располагается в регионе Калабрия, в провинции Реджо-Калабрия.
Население составляет 312 человек (2008 г.), плотность населения составляет 21 чел./км². Занимает площадь 15 км². Почтовый индекс — 89030. Телефонный код — 0964.
Покровительницей коммуны почитается святая Анна, празднование 26 июля.

## Демография
Динамика населения:

## Администрация коммуны
- Официальный сайт: http://staiti.asmenet.it